# Касимовская криминальная война
Касимовская криминальная война — криминальная война между рядом московских, рязанских и местных группировок города Касимов Рязанской области за контроль над хищениями с Приокского завода цветных металлов.
Является одной из наиболее ожесточённых криминальных войн в России в девяностых годах; жертвами этой войны стало более 50 человек.

## Предыстория
В 1989 году было принято решение о постройке в Касимове золотоперерабатывающего завода, который получил название «Приокский завод цветных металлов». От подобных предприятий в Новосибирске, Красноярске и Щёлково его отличали не только большие объёмы производства, но и мощнейшая система охраны — охраной занимался целый батальон внутренних войск.
В 1991 году завод дал первую плавку золота. Это событие буквально перевернуло жизнь тихого провинциального города.

## Начало
В 1992 году в Касимове стали исчезать люди. Тела некоторых из них находили в окрестных лесах со следами пыток, такими, что их не всегда удавалось опознать. Местные жители поговаривали уже тогда, что все это связано с золотоперерабатывающим заводом. Однако правоохранительные органы не сразу поняли это. Особенностью данных убийств и исчезновений было то, что жертвами становились люди совершенно разных слоев населения — от преуспевающих коммерсантов до обычных рабочих и военнослужащих. Вскоре в Касимове и его окрестностях зазвучали выстрелы. Жертвами, как и прежде, становились самые разные люди.
В связи с чрезвычайной ситуацией в Касимове было решено провести проверку на заводе, однако фактов пропажи золота выявлено не было. Но в 1994 году в Нижнем Новгороде были арестованы некие Алексей Агапов и Сергей Сбитнев, при которых находился килограммовый слиток промышленного золота. Было установлено, что этот слиток должен был находиться на Касимовском заводе, с которого никогда не пропадало ни миллиграмма золота. Но следователей буквально потрясли признания Агапова и Сбитнева: оказалось, что помимо изъятого килограмма, они продали ранее ещё 22 килограмма золота. Для страны, в которой ещё несколько лет назад за хищение нескольких граммов драгметаллов приговаривали к расстрелу, это было дело особой государственной важности.
Ситуация в Касимове стала поводом для разбирательства на Особой Коллегии МВД. Была создана следственная бригада, к которой подключились Прокуратура РФ и ФСБ. Была вновь проведена тщательнейшая проверка на заводе, и вновь все сошлось до миллиграмма.

## Расследование

Виталий Курбатов

Даже если кражи с завода и были, то на тот момент было непонятно, каким образом золото уходило через серьёзно охраняемые КПП. Следователи предположили, что здесь не обошлось без помощи военных, охранявших его. Но все военнослужащие батальона прошли специальные проверки, имели безупречные характеристики.
На заводе были проведены массовые обыски. Наконец, в одном из подсобных помещений нашли рабочую рукавицу, набитую золотыми слитками.
Ситуация в Касимове складывалась напряженная. В городе появились представители ряда московских (Солнцевская ОПГ, Подольская ОПГ и т. п.) и рязанских (Слоновская ОПГ) группировок. Убийства следовали одно за другим. На чёрные рынки Прибалтики, Молдавии и Турции наблюдался массовый наплыв русского золота.
А работники завода строили себе роскошные коттеджи, покупали дорогие иномарки. В касимовских казино шли игры на умопомрачительные суммы, почище, чем в известных московских казино.

Арест Виталия Курбатова и его сообщников

Было решено провести на заводе массовые аресты. Рабочие арестовывались целыми сменами. В воровстве уличались передовики производства, кавалеры медалей «За трудовое отличие», доверенные люди директора завода, и даже тренер заводской футбольной команды. В результате беспрецедентной в новейшей истории России операции было арестовано свыше 100 рабочих и служащих завода. Затем прошли массовые аресты среди военных — было арестовано свыше 50 офицеров, прапорщиков и контрактников.

Анатолий Митяков

Михаил Панков

Показания арестованных позволили выйти на последнее звено в криминальной цепочке — криминальные группировки. К тому моменту в Касимове сформировались две мощные ОПГ: Андрея Ефремова по кличке «Ерофей» и Виталия Курбатова по кличке «Курбат» (Курбатов отличился в городе тем, что построил на главной улице Касимова огромный, похожий на крепость, дом; позже его смог купить только Сбербанк России). Между ними шла ожесточённая война. Однако незадолго до намеченного задержания Ефремова у гаража был найден его труп с простреленной головой. Позже следствие установит: заказчиком убийства был Курбатов.
На сходке касимовских авторитетов было принято решение: сдать «беспредельщика» Курбата милиции, что и было сделано через неоднократно судимого Михаила Панкова по кличке «Миша Нога». Курбатов был арестован, но показания давать отказался.
Но желанного покоя криминальным группировкам арест Курбатова не принёс. Вскоре прокатилась новая волна арестов. За вымогательство был арестован и Панков. Затем арестовали «правую руку» Курбатова — Анатолия Митякова, который сам на следствии позже заявит:
Я сам боялся. Курбат ведь может за сто баксов и мать родную убить.

## Следствие

Сброс золота в локальную зону завода

Изъятые в ходе расследования слитки золота

Способы воровства с завода были самыми различными: золото выносили в вёдрах с краской, под бушлатами, отключали сигнализацию и проходили через КПП, стреляли кусочками золота из рогатки за территорию завода и многие другие. При этом за соучастие в хищениях золота было привлечено к ответственности 14 контролёров батальона Внутренних войск МВД РФ (в/ч № 3651), охранявшего завод. Всего было украдено около 400 кг золота.
На следствии было установлено и почему на заводе не было выявлено ни одной кражи золота впрямую. Оказалось, что плавильщик Николай Клещов по кличке «Академик» создал уникальную схему, по которой во время плавки можно было красть столько золота, сколько в процессе добавлялось лишней меди. Правда, до суда Клещов не дожил — Курбат расправился с ним, так как тот стал работать на «Ерофея».
Следователей потряс размах деятельности золотых «несунов». Рекорд в краже золота поставил майор Сергей Марченко, за раз сумевший вынести под своим бушлатом около 30 килограммов чистого золота, которое нёс несколько километров.
Фирменным способом дележа золота было разрубание его на куски топором. Потрясли следователей и бесхитростные показания ещё одного из рабочих завода — не найдя покупателя на пять килограммов серебра, украденных с завода, он безжалостно утопил их в Оке.

## Суд
Более 120 человек было осуждено обычным судом, ещё 54 — военным трибуналом. Максимальную меру наказания — пожизненное лишение свободы — получил Виталий Анатольевич Курбатов 1963 года рождения.

## В массовой культуре
- док. фильм Вахтанга Микеладзе «Исповедь приговорённого» из цикла «Документальный детектив»
- док. фильм «Золотые деньки» из цикла Вахтанга Микеладзе «Приговорённые пожизненно»
- док. фильм «Погоня за золотом» из цикла Вахтанга Микеладзе «Пожизненно лишённые свободы»
- док. фильм «Бешеное золото» из цикла «Криминальная Россия»